# XIX Gruppo
Il 'XIX Gruppo era un gruppo di volo del Servizio Aeronautico del Regio Esercito, attivo nella prima guerra mondiale.

## Storia

### Prima guerra mondiale
Il XIX Gruppo nasce il 17 marzo 1918 con la 114ª Squadriglia e 118ª Squadriglia e la 3ª Sezione della 24ª Squadriglia SIA 7b di Istrana ed il gruppo a Falzè al comando interinale del Capitano Ottorino Mutti inquadrato nel Comando d'Aeronautica della 2ª Armata (Regio Esercito).
Il 25 maggio riceve la 23ª Squadriglia che va ad Istrana e dopo la morte in azione di Mutti del 23 giugno il comando passa al Cap. Napoleone Del Duca.
Nel frattempo passa sotto l'8ª Armata e nella prima settimana di luglio resta senza la 3ª Sezione della 24ª che si scioglie operando per il servizio di Artiglieria.
All'inizio del 1919 si sposta a Fossalunga ed il 28 febbraio viene sciolto quando disponeva della 115ª Squadriglia arrivata il 30 novembre e della 118ª in quanto ai primi del mese la 114ª viene sciolta.

### Regia Aeronautica
Fino al 1938 volava con la 100ª e 102ª Squadriglia con i Caproni A.P.1 all'Aeroporto di Ciampino nel 5º Stormo d'Assalto.
Il 10 giugno 1940 il 19º Gruppo del Magg. Biagio Maglienti del 5º Stormo Combattimento volava sui Breda Ba.88 di stanza all'Aeroporto di Alghero-Fertilia con la 100ª Squadriglia (5 BA 88), 101ª Squadriglia  (4 BA 88) e 102ª Squadriglia  (4 BA 88) per il Comando Aeronautica della Sardegna - ASAR del Gen. D.A. Ottorino Vespignani dell'Aeroporto di Cagliari-Elmas.
Nell'ambito della Battaglia delle Alpi Occidentali il 16 giugno, dodici BA 88 attaccano mitragliando e spezzonando gli aeroporti di Bonifacio, Porto Vecchio, Travo di Ventiseri e Ghisonaccia. Il 19 giugno, 9 aerei ripetono l’attacco sugli stessi obiettivi.